# 咸平街道
咸平街道，是中华人民共和国河南省開封市通许县下辖的一个乡镇级行政单位。

## 行政区划
咸平街道下辖以下地区：
第一社区、第二社区、第三社区、第四社区、第五社区、下洼村、赵河村、金元村、苗岗村、邢岗村、东水沃村、毛庄村、刘庄村、五里卜村、高寨村、一村、二村和代庄村。